# 圣马丁多尔东
圣马丹多尔东（法語：Saint-Martin-d'Ordon，法語發音：[sɛ̃ maʁtɛ̃ dɔʁdɔ̃]）是法国勃艮第-弗朗什-孔泰大区约讷省的一个市镇，属于桑斯区。

## 地理
圣马丹多尔东（48°1'24"N, 3°10'32"E）面积10.17 平方千米，位于法国勃艮第-弗朗什-孔泰大區约讷省，该省份为法国中北部内陆省份，西接卢瓦雷省，西北接塞纳-马恩省，南至涅夫勒省，东临科多尔省，东北与奥布省接壤。
与圣马丹多尔东接壤的市镇（或旧市镇、城区）包括：皮丰、比西勒勒波、屈多、圣卢多尔东、韦尔兰。
圣马丹多尔东的时区为UTC+01:00、UTC+02:00（夏令时）。

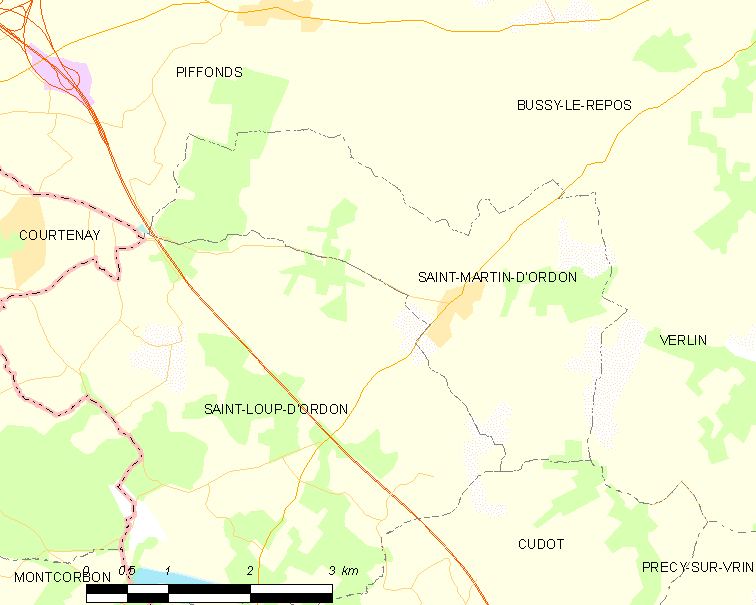
圣马丹多尔东的OSM定位图

## 行政
圣马丹多尔东的邮政编码为89330，INSEE市镇编码为89353。

## 政治
圣马丹多尔东所属的省级选区为茹瓦尼县。

## 人口

1962-2008年间圣马丹多尔东人口变化图示

圣马丹多尔东于2022年1月1日时的人口数量为420人。